# Hemijsko inženjerstvo
Hemijsko inženjerstvo je inženjerska disciplina koja se oslanja na fundamentalna znanja iz hemije, fizike i matematike. Ono što hemijsko inženjerstvo čini drugačijim od drugih inženjerskih disciplina je rešavanje problematike hemijskih procesa. Ovo podrazumeva industrijske procese u kome se odigravaju hemijske ili fizičke separacije materije, kao i hemijske reakcije.
Hemijsko inženjerstvo kao multidisciplinarna struka koja obuhvata sledeće naučne oblasti:
- Matematika
- Fizika
- Hemija
- Fizička Hemija
- Osnovne tehnološke operacije
- Separacioni procesi
- Tehnička i Hemijska termodinamika
- Reakciono inženjerstvo
- Zaštita okoline
- Projektovanje procesa
- Mašinstvo
- Dinamika procesa
- Sistemi automatskog upravljanja
- Fenomeni prenosa

Postoje tri osnovna tipa hemijskih inženjera koji odražavaju vrte posla:
- Inženjer u laboratoriji - onaj profil se bavi otkrivanjem fizičkih i hemijskih zakonitosti hemijskih procesa. Putem eksperimenata i teorijskog poznanja procesa se vrši prelaz sa eksperimentalne na industrijsku skalu, često uz pomoć pilot postrojenja. Za ovaj profil hemijskog inženjera najbitnija osobina je inventivnost.
- Inženjer projektant - ovaj profil hemijskog inženjera projektuje opremu i/ili ceo hemijski proces u skladu sa stečenim znanjem i iskustvom. Obično se posao ovakvog inženjera sprovodi već dokazanim postupkom projektovanja.
- Inženjer u pogonu - je najčešći slučaj. Ovaj tip inženjera neposredno rešava probleme koji nastaju u procesu, i da kontinualno vodi i unapređuje proces. U ovom slučaju fundamentalno znanje je od manjeg značaja u odnosu na prethodna dva slučaja. Najbitnija osobina ovakvog inženjera je iskustvo.

## Etimologija
Jedan članak iz 1996. citira Džejmsa F. Donelija, jer je pominjao referencu hemijskog inženjerstva iz 1839. u vezi sa proizvodnjom sumporne kiseline. U istom radu, međutim, Džordž E. Dejvis, engleski konsultant, je zaslužan za formiranje termina. Dejvis je takođe pokušao da osnuje Društvo hemijskog inženjerstva, ali je umesto toga nazvano Društvo hemijske industrije (1881), sa Dejvisom kao prvim sekretarom. Istorija nauke u Sjedinjenim Državama: Enciklopedija navodi da je upotreba termina počela oko 1890. godine. „Hemijsko inženjerstvo“, koji opisuje upotrebu mehaničke opreme u hemijskoj industriji, postalo je uobičajen naziv u Engleskoj nakon 1850. godine. Do 1910. godine, profesija „hemijskog inženjera“ je već bila u uobičajenoj upotrebi u Britaniji i Sjedinjenim Državama.

## Istorija hemijskog inženjerstva
Francuski fizičar Sadi Karno u svom delu „O pokretnoj snazi vatre“ prvi je proučavao termodinamiku reakcija sagorevanja 1824. godine u parnim mašinama. U 1950-im godinama, nemački fizičar Rudolf Klauzijus počeo je da primenjuje principe koje je razvio Karno na hemijske sisteme na atomskom i molekularnom nivou. Tokom 1873. i 1876. na Univerzitetu Jejl, američki matematičar i fizičar Džozaja Vilijard Gibs, koji je prvi u SAD stekao titulu doktora nauka, razvio je grafičku metodologiju baziranu na matematici za proučavanje hemijskih sistema pomoću Klauzijusove termodinamike. 1882. godine, nemački fizičar Herman fon Helmholc objavio je rad o termodinamici, sličan Gibsovom, ali više baziran na elektrohemiji, u kojem je pokazao da je mera hemijskog afiniteta odnosno "sila" hemijske reakcije određena merom slobodne energije hemijskog procesa. Prateći ove rane razvitke, počela je da se razvija nova nauka hemijskog inženjerstva. Slede ključni koraci u razvoju nauke hemijskog inženjerstva u svetu i kod nas:
- 1805. - Džon Dalton objavljuje atomske težine, omogućavajući izjednačavanje hemijskih jednačina i stvarajući osnovu hemijskog inženjerstva
- 1882. - otvara se smer „Hemijska tehnologija“ na Juniverziti Koledžu u Londonu
- 1883. - Ozborn Rejnolds definiše bezdimenzionalnu grupu za protok fluida, koja vodi do razumevanja protoka i trasfera mase i toplote
- 1885. - Henri E. Armstrong otvara smer „Hemijsko inženjerstvo“ na Central Koledžu u Londonu (potonji Imperijalni Koledž)
- 1888. - Luis M. Norton otvara novi smer „Hemijsko inženjerstvo“ na Masačusetskom institutu za tehnologiju (MIT)
- 1889. - Na Politehničkom institutu Rouz diplomira prva generacija hemijskih inženjera u SAD
- 1891. - MIT dodeljuje diplomu iz hemijskog inženjerstva Vilijamu Pejdžu Brajanu i još šestorici kandidata
- 1901. - Džordž E. Dejvis izdaje Priručnik o hemijkom inženjerstvu
- 1905. - Oliver Paterson Vats dobija titulu doktora tehničkih nauka iz hemijskog inženjerstva na Univerzitetu u Viskonsinu
- 1908. - osniva se Američki institut hemijskih inženjera
- 1922. - osniva se Britanski institut hemijskih inženjera
- 1948. - osniva se Tehnološko-metalurški fakultet Univerziteta u Beogradu
- 1959. - osniva se Технолошки факултет Универзитета у Новом Саду

## Tipični problemi hemijskog inženjerstva
Postoje tri tipična problema hemijskog inženjerstva, koji se često i ne mogu jasno odvojiti.
- Prvi je bilansiranje procesa. Ovo podrazumeva bilanse mase unutar procesa, bilanse količine kretanja i bilanse toplote. Ovakvi problemi u zavisni od stepen aproksimacije, i kreću se od vrlo jednostavnih do veoma složenih.
- Sledeći problem je predviđanje fazne i/ili reakcione ravnoteže u heterogenim ili homogenim sistemima.
- Treći problem je projektovanje ili vođenje reaktora i separatora na osnovu proračuna prva dva problema i empirijskih korelacija.

## Srodne nauke i naučne discipline
Hemijsko inženjerstvo ne bi postojalo bez hemije. Hemijsku reakciju koju hemičari otkriju, a za čiju se proizvodnju ispostavi da bi bila isplativa, potrebno je razviti u proizvodni proces. Hemičari definišu zakonitosti reakcije, dok hemijski inženjeri te zakonitosti primenjuju u kontekstu industrijske proizvodnje.
Problemi fenomena prenosa koji se javljaju u procesu transporta, zagrevanja, hlađenja, ili hemijske reakcije, često nisu direktno povezani sa hemijom, nego sa fizičkim aspektom procesa. Ove dve oblasti su verovatno najtešnje povezane u oblasti fenomena prenosa. Matematičke formulacije ove oblasti su često kompleksne. Nakon definisanje procesnog problema, potrebno je takav proces fizički ostvariti, tj. izraditi industrijsko postrojenje. Taj posao se realizuje zajedničkim radom hemijskih i mašinskih inženjera.
Hemijsko inženjerstvo je široko tehnološko polje, koje pokriva oblasti od biotehnologije i nanotehnologije do obrade minerala.
| - Biohemijsko inženjerstvo - Biomedicinsko inženjerstvo - Biomolekularno inženjerstvo - Biotehnologija - Tehnologija keramike - Modelovanje hemijskih procesa - Hemijski reaktor - Dizajn destilacije - Elektrohemija - Inženjerstvo životne sredine - Dinamika fluida - Inženjerstvo prerade hrane | - Transfer toplote - Transfer mase - Nauka o materijalima - Nauka o mikrofluidima - Nanotehnologija - Prirodno okruženje - Polimeri - Kontrola procesa - Dizajn procesa - Razvoj procesa - Tehnologija papira | - Procesi separacije - Procesi kristalizacije - Procesi destilacije - Membranski procesi - Termodinamika |

## Moderno hemijsko inženjerstvo
Moderna disciplina hemijskog inženjerstva obuhvata mnogo više od samog inženjerstva procesa. Hemijski inženjeri učestvuju u razvoju i proizvodnji širokog asortimana proizvoda, kao i posebnih hemikalija. Neki od ovih proizvoda su materijali potrebni za aero- i kosmonautiku, proizvodnju automobila, primenu u biomedicinske svrhe, elektroniku, zaštitu životne sredine, vojne potrebe itd. Neki od primera su ultra jaka vlakna, tekstil, biokompatibilni materijali za implantate i proteze, gelovi za medicinsku primenu, lekovi, filmovi sa posebnim dielektričnim, optičkim ili spektroskopskim osobinama koji se koriste kod optoelektroničkih uređaja. Mnogi hemijski inženjeri rade na biološkim projektima kao što je proučavanje biopolimera (proteina) i dešifrovanje ljudskog genoma.

## Budućnost hemijskog inženjerstva
Budućnost hemijskog inženjerstva je svetla. Na primer, početkom 2007. godine otkriven je laboratorijski postupak dobijanja vodonika i kiseonika iz vode pomoću solarne energije, što nagoveštava početak industrijske proizvodnje čistog goriva. Hemijski inženjeri će biti neophodni i u proizvodnji gorivnih ćelija, goriva budućnosti. Napuštanjem nafte kao energetskog resursa, moraće se usavršiti Fišer-Tropšova sinteza da bi se održala svetska proizvodnja plastike i petrohemijska industrija. Farmaceutska i prehrambena industrija će nastaviti da rade sa maksimalnim kapacitetima da bi bio moguć održivi razvoj. Hemijska industrija je bazična industrija, te je preduslov progresa mnogih drugih primarnih, sekundarnih i tercijarnih delatnosti. Trenutno, na našim prostorima postoji više tehnoloških fakulteta, na kojima se izučava hemijsko inženjerstvo.

## Literatura
- American Institute of Chemical Engineers (17. 1. 2003). „AIChE Constitution”. Архивирано из оригинала 13. 08. 2011. г. Приступљено 13. 8. 2011..
- Bird R. Byron; Stewart Warren E; Lightfoot Edwin N. (2002).  Kulek Petrina, ур. Transport Phenomena (2nd изд.). United States: John Wiley & Sons. ISBN 978-0-471-41077-5. LCC QA929.B% 2001, LCCN 2001-23739..
- Carberry James J. Chemical and Catalytic Reaction Engineering. McGraw-Hill Chemical Engineering Series. Canada: General Publishing Company. ISBN 978-0-486-41736-3. LCC TP155.7.C37 2001, LCCN 2001-17315..
- Clive Cohen (jun 1996). „The Early History of Chemical Engineering: A Reassessment” (PDF). The British Journal for the History of Science. Cambridge University Press. 29 (2). JSTOR 4027832. Архивирано из оригинала (PDF) 1. 6. 2012. г. Приступљено 22. 1. 2012..
- Rice University. „Engineering the Future of Biology and Biotechnology”. Архивирано из оригинала 25. 7. 2010. г. Приступљено 7. 8. 2011..
- Garner Geraldine O. (2003). Careers in engineering. VGM Professional Career Series (2nd изд.). United States: McGraw-Hill. ISBN 978-0-07-139041-5. LCC TA157.G3267 2002, LCCN 2002-27208..
- Kim Irene (januar 2002). „Chemical engineering: A rich and diverse history” (PDF). Chemical Engineering Progress. Philadelphia: American Institute of Chemical Engineers. 98 (1). ISSN 0360-7275. Архивирано из оригинала (PDF) 21. 8. 2004. г. Приступљено 22. 1. 2012..
- McCabe Warren L.; Smith Julian C.; Hariott Peter (1993).  Clark B.J.; Castellano Eleanor, ур. Unit Operations of Chemical Engineering. McGraw-Hill Chemical Engineering Series (5th изд.). Singapore: McGraw-Hill. ISBN 978-0-07-044844-5. LCC TP155.7.M393 1993, LCCN 92-36218..
- Ogawa  Kōhei (2007). „Chapter 1: Information Entropy”. Chemical engineering: a new perspective (1st изд.). Netherlands: Elsevier. ISBN 978-0-444-53096-7..
- Perkins, J.D. (2003). „Chapter 2: Chemical Engineering — the First 100 Years”.  Ур.: Darton R.C., Prince R.G.H., Wood D.G. Chemical Engineering: Visions of the World (1st изд.). Netherlands: Elsevier Science. ISBN 978-0-444-51309-0..
- Reynolds Terry S. (2001). „Engineering, Chemical”.  Ур.: Rothenberg Marc. History of Science in United States: An Encyclopedia. New York City: Garland Publishing. ISBN 978-0-8153-0762-4. LCC Q127.U6 H57 2000, LCCN 99-43757..
- Silla Harry (2003). Chemical Process Engineering: Design and Economics. New York City: Marcel Dekker. ISBN 978-0-8247-4274-4..
- American Institute of Chemical Engineers (2003a). „Speeding up the human genome project” (PDF). Chemical Engineering Progress. Philadelphia. 99 (1). ISSN 0360-7275. Архивирано из оригинала (PDF) 21. 8. 2004. г. Приступљено 22. 1. 2012..
- Towler Gavin; Sinnott Ray (2008). Chemical engineering design: principles, practice and economics of plant and process design. United States: Elsevier. ISBN 978-0-7506-8423-1..